# Єрещенко Володимир Олександрович
Єрещенко Володимир Олександрович (рос. Ерещенко Владимир Александрович; 7 вересня 1962, Воронеж - 20 травня 2024) — радянський і російський боксер, призер чемпіонатів світу та Європи серед аматорів.

## Спортивна кар'єра
Займатися боксом Володимир Єрещенко почав з чотирнадцяти років. 1984 року став чемпіоном РСФСР.
1988 року став чемпіоном СРСР і отримав путівку на Олімпійські ігри 1988, на яких переміг в першому бою Йошіакі Такахасі (Японія) — 5-0, а в другому поєдинку проти Дімуса Чесала (Замбія) був знятий з бою рефері в першому раунді через травму.
1989 року знов став чемпіоном СРСР, а на чемпіонаті світу, здобувши дві перемоги і програвши у півфіналі Зігфріду Менерту (НДР), завоював бронзову медаль.
На Іграх доброї волі 1990 Єрещенко завоював бронзову медаль.
На чемпіонаті Європи 1991 в першому бою Володимир Єрещенко переміг небезпечного Андреаса Отто (Німеччина), потім здобув перемоги над В'єславом Малишко (Польща), Адріано Офреда (Італія) та Дьйордем Міжеї (Угорщина) і вийшов до фіналу, в якому програв шведу Роберто Велін — 15-24.
1992 року був третім на першості СНД і до складу Об'єднаної команди на Олімпійські ігри 1992 не потрапив, після чого завершив кар'єру.